# براين إبستاين
برايان صموئيل إبستاين (بالإنجليزية: Brian Epstein)‏ ( 19 سبتمبر 1934 - 27 أغسطس 1967) رائد أعمال موسيقى إنجليزي أدار فرقة البيتلز.

## روابط خارجية
- براين إبستاين على موقع IMDb (الإنجليزية)
- براين إبستاين على موقع الموسوعة البريطانية (الإنجليزية)
- براين إبستاين على موقع روتن توميتوز (الإنجليزية)
- براين إبستاين على موقع ميوزك برينز (الإنجليزية)
- براين إبستاين على موقع إن إن دي بي (الإنجليزية)
- براين إبستاين على موقع أول ميوزيك (الإنجليزية)
- براين إبستاين على موقع ديسكوغز (الإنجليزية)
- براين إبستاين على موقع قاعدة بيانات الفيلم (الإنجليزية)